# Cratere Latagus
Latagus è un cratere sulla superficie di Dione.